# ベティ・ナンセン
ベティ・ナンセン（1873年3月19日 - 1943年3月15日、デンマーク語: Betty Nansen、旧姓: ベティ・アンナ・マリア・ミュラー (Betty Anna Maria Müller) ）は、デンマークの女性俳優であり、自身の名を冠したベティ・ナンセン劇場 の演出家である。 

## 来歴
1893年の秋、ビクトリアン・サルドゥの作品『ドラ』の表題役として、コペンハーゲンのカジノ劇場でデビューした。さらに、ヘルマン・ズーダーマンの『故郷』でヒロインのマグダや、アレクサンドル・デュマ・フィスの『椿姫』の表題役も演じた。1896年の秋、ベティは活躍の場を王立劇場に移し、王立劇場での初演としてヘンリック・イプセンの『社会の柱』でマーサ役を演じた。 
1913年から1916年に掛けて、ベティは映画俳優としての経歴を作り上げるためにアメリカに渡航した。そこでベティは、J.・ゴードン・エドワーズ 監督制作の映画に複数出演した。アンナ・カレーニナ、The Song of Hate, Should a Mother Tell, A Woman's Resurrection, The Celebrated Scandalなどがそうした作品の例であるが、いずれも興行的に失敗した。 
映画俳優としてのキャリアを築くことに失敗したベティは、デンマークのフレデリクスベアにあるアレクサンドラ劇場の管理を引き継ぎ、自身の名を冠したベティ・ナンセン劇場へと劇場名を変更した。1943年、ベティが69歳で死去するまでの間、26シーズン分の演劇を管理した。 

## 私生活
1896年、オランダの大手出版社ギルデンダル社所属の作家、ジャーナリスト、ディレクターのピーター・ナンセンと結婚した。1918年にピーターが死去すると、俳優のヘンリック・ベンソンと二度目の結婚をした。 
1943年3月15日に死去した。69歳だった。 

## 出演映画の一覧
- In the Line of Duty（1913年、短編）
- Paradise Lost（1913年）
- The Princess's Dilemma（1913年）
- Moderen（1914年）
- Was She Justified?（1914年）
- In the Hour of Temptation（1914年）
- The Fatal Oath（1914年）
- Eventyrersken（1914年、短編）
- The Celebrated Scandal（1915年）
- Anna Karenina（1915年）
- A Woman's Resurrection（1915年）
- The Heart of Lady Alaine（1915年）
- Should A Mother Tell?（1915年）
- The Song of Hate（1915年）
- Sonnen（1916年）
- En ensom Kvinde（1916年）